# وسترن‌ها در تلویزیون
وسترن‌های تلویزیونی (انگلیسی: Westerns on television) برنامه‌هایی در نیمه دوم قرن نوزدهم در محیط غرب وحشی، کانادای غربی و مکزیک در دوره حدود سال ۱۸۶۰ تا پایان به اصطلاح «جنگ‌های سرخ‌پوستان» هستند. آثار جدیدتر در ژانر وسترن از زیرژانر وسترن معاصر استفاده کرده است و رویدادها را در عصر مدرن یا زیرژانر وسترن فضایی قرار می‌دهد، اما هنوز هم از نگرش‌های قانون‌شکنانهٔ مرسوم در تولیدات سنتی وسترن الهام می‌گیرند.

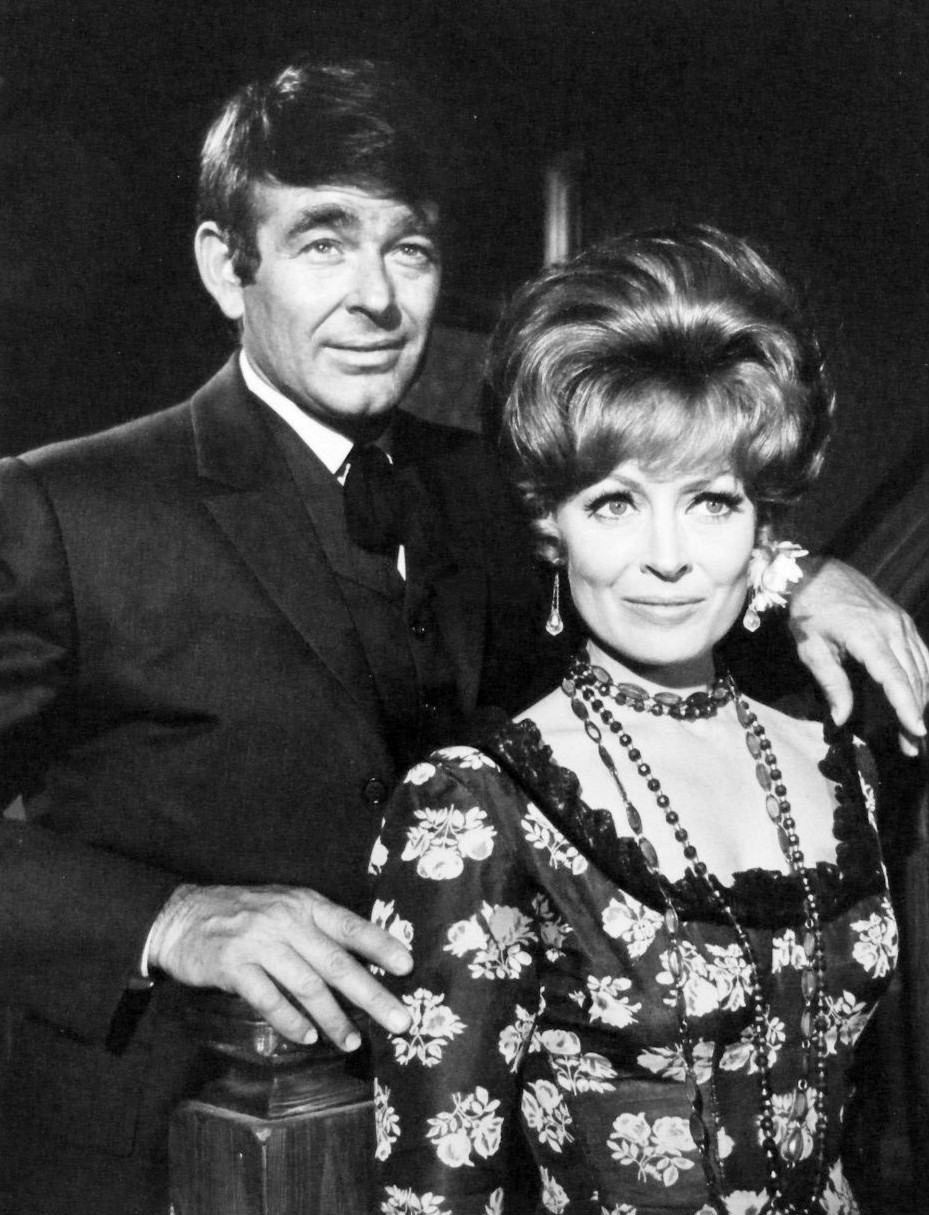
استوارت ویتمن و ویکتوریا شا در سیمارون (۱۹۶۷)

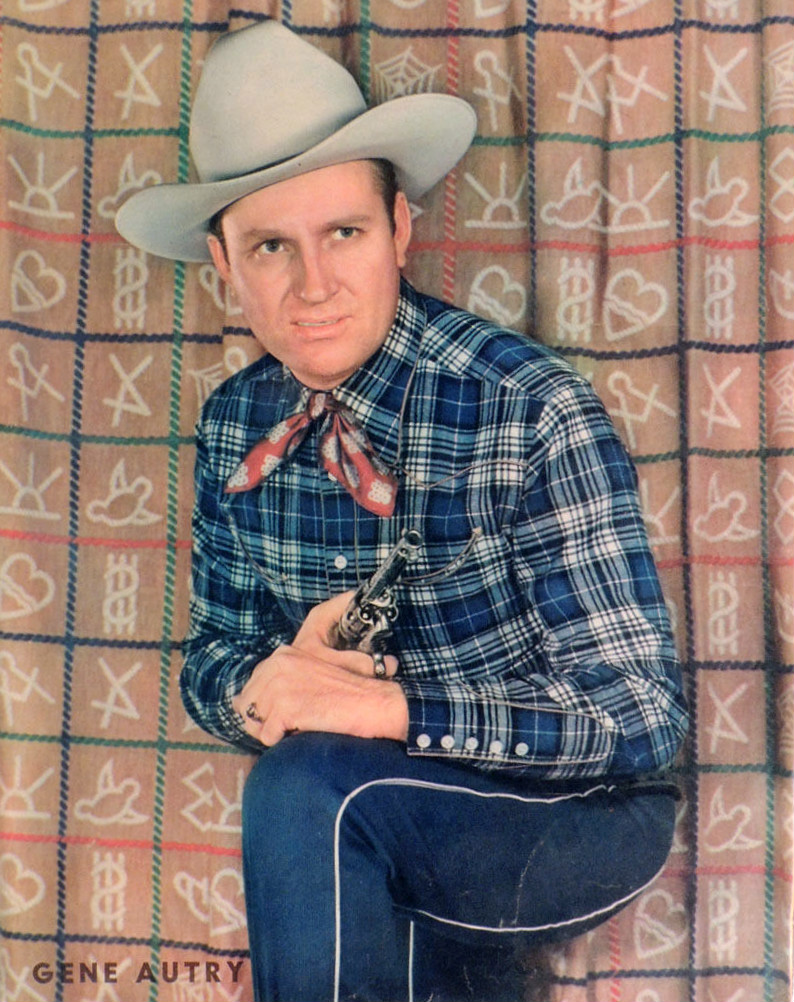
جین اتری

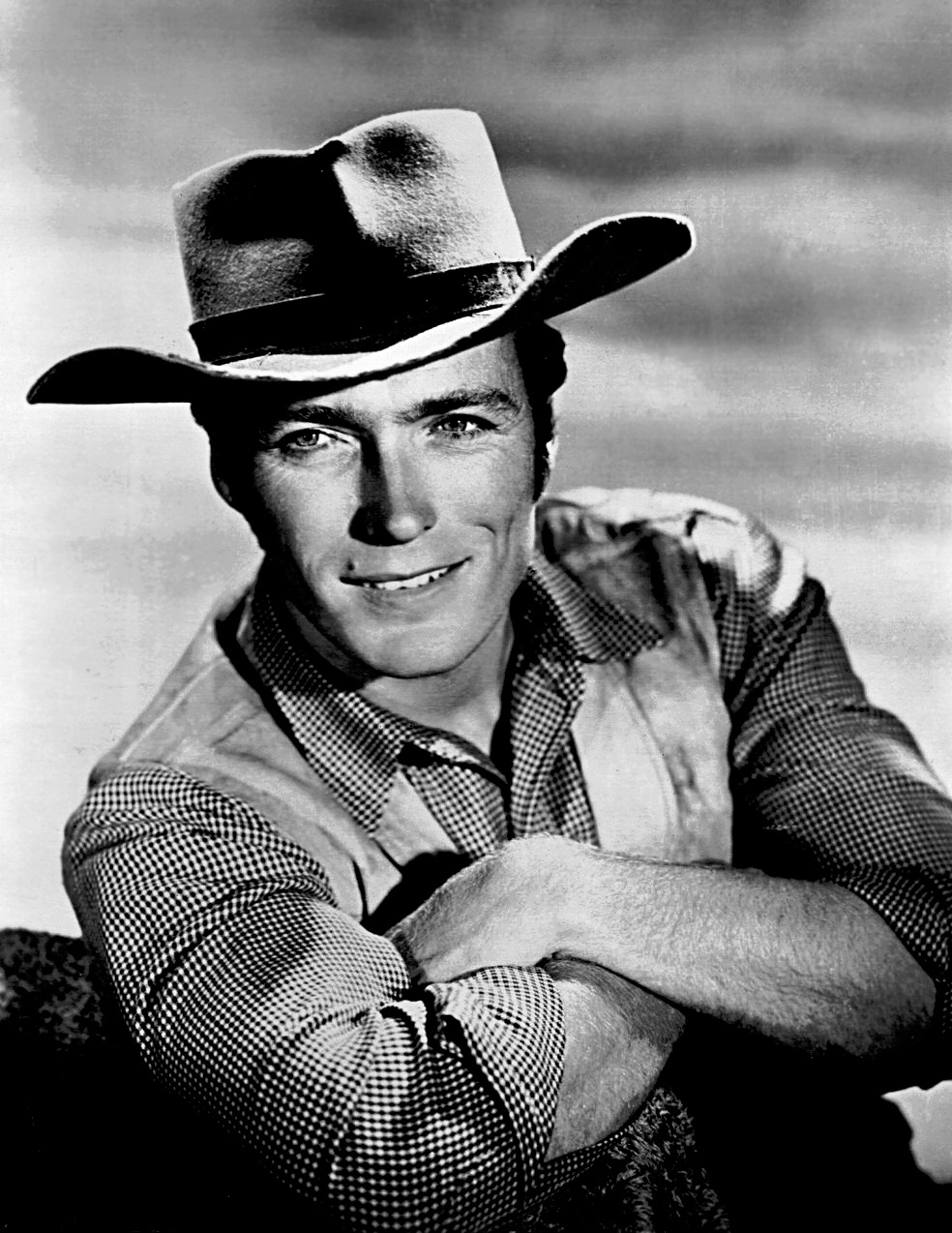
کلینت ایستوود در پوست خام

هنگامی که تلویزیون در اواخر دهه ۱۹۴۰ و ۱۹۵۰ محبوب شد، وسترن‌های تلویزیونی به سرعت مورد علاقه مخاطبان قرار گرفت و ۳۰ نمایش از این دست تا سال ۱۹۵۹ در زمان اصلی پخش شد. وسترن‌های سنتی در اواخر دهه ۱۹۶۰ محبوبیت خود را از دست داد، در حالی که فیلم‌های جدید عناصر وسترن را با انواع دیگر نمایش‌ها مانند درام خانوادگی، دلهره‌آور معمایی و درام جنایی ترکیب کردند.
برنامه بعد از ظهر شنبه در رادیو یک پدیده قبل از تلویزیون در ایالات متحده بود که اغلب سریال‌های وسترن را پخش می‌کرد. فیلم‌های وسترن، جان وین، کن مینارد، آودی مورفی، تام میکس، و جانی مک براون، به علاوه «گاوچران‌های آوازخوان» مانند جین اتری، روی راجرز و دیل اوانز، دیک فورن، رکس آلن، تکس ریتر، کن کرتیس، و باب استیل را به بت‌های اصلی مخاطبان جوان، تبدیل کردند.